# Belift Lab
Belift Lab (빌리프랩, também conhecido como BE:LIFT e anteriormente BELIF+) é uma empresa de mídia sul-coreana. Foi fundada como uma joint venture entre a CJ ENM e a HYBE em 2018, na qual a CJ ENM detinha a participação controladora de aproximadamente 52%. Em 10 de agosto de 2023, a HYBE assinou um acordo para adquirir a participação da CJ ENM na Belift Lab, tornando-se, assim, a proprietária integral do selo. Belifit Lab é uma subsidiária do grupo Hybe Labels, operando de forma independente.

## História

### 2020:I-LAND, estreia daENHYPEN
Em 5 de maio de 2020, as empresas sul-coreanas CJ ENM e HYBE anunciaram o reality show de sobrevivência I-LAND, com o objetivo de formar um novo grupo masculino. O programa estreou em 26 de junho de 2020 no canal Mnet.
Ao longo de 113 dias, 23 trainees competiram, resultando na formação do grupo ENHYPEN, composto por Jungwon, Jay, Jake, Ni-Ki, Heeseung, Sunghoon e Sunoo. O ENHYPEN estreou em 30 de novembro de 2020 com o EP Border: Day One.

### 2023:RU Next?
Em 1º de junho, Belift Lab junto com a emissora de televisão sul-coreana JTBC formaram uma parceria para produzir o programa de sobrevivência RU Next?, a fim de estrear um novo grupo feminino. O programa foi ao ar no dia 30 de junho de 2023 na JTBC.

### 2024: Estreia doILLIT
Os cinco finalistas do programa RU Next? estrearam como ILLIT em 25 de março de 2024. O quinteto é formado por Yunah, Minju, Moka, Wonhee e Iroha. O ILLIT é o primeiro grupo feminino da Belift e o terceiro grupo feminino da HYBE, depois do LE SSERAFIM e do NewJeans.

## Artistas

### Grupos
- ENHYPEN (2020–presente)[6]
- ILLIT (2024–presente)[7]

### Trainees
- Daniel (2020)
- Jung Jae Beom (2020)
- Choi Jae Ho (2020)
- Choi Se On (2020)
- Noh Sung Chul (2020)
- Kim Tae Yong (2020)
- Kim Yoon Won (2020)
- Lee Young Bin (2020)
- Koga Yūdai (2019–2020)
- Park Yoo Sung (2019-2020)
- Yeom Tae Kyun (2019-2020)
- Takayama Riki (2019–2020)
- Wáng Yìxiáng (2019–2020)
- Byun Eui Joo (2019–2020)
- Cho Kyung Min (2020)
- Lee Geon Woo (2020–2021)
- Chu Ji Min (2020–2021)
- Hanbin (2020–2021)[7]
- Jeong Hye Rin (2021–2022)
- Kang Jiwon (2021)
- Chanelle Moon (2023)
- Bang Jeemin (2021–2023)
- Takaya Funa (2022–2023)
- Lee Youngseo (2022–2023)
- Choi Jeongeun (2020-2023)
- Moa (2022–2024)
- Higa Himena (2022–2024)
- Ura Yuisa (2020-2023)
- Iris (2022-2023)
- Choi Haseul (2022–2024)
- Choi Jihyun (2023-2024)
- Son Yewon (2023–2024)
- Son Jiwoo (2020–2024)
- Shin Narin (2021-2023)
- Shin Hyewon (2021–2024)
- Shimazaki Haruka (2022–2024)
- Sakata Ena (2023–2024)
- Hong Seoyeon (2023–2024)
- Park Seeun
- Stella